# The Black Cauldron (phim)
Vạc dầu đen (tiếng Anh: The Black Cauldron) là bộ phim hoạt hình thứ 25 của hãng hoạt hình Walt Disney vào năm 1985, dựng dựa trên cuốn tiểu thuyết cùng tên của nhà văn Lloy Alexander. Ted Berman vã Richard Rich đã cùng nhau viết kịch bản và đạo diễn bộ phim. Bộ phim xoay quanh cuộc đối đầu của Vua Sừng với Taran, công chúa Eilonwy, Flewddur Fflam và một sinh vật có tên là Gurgi để giành được chiếc vạc dầu đen. Một bên muốn dùng chiếc vạc để thống trị thế giới và một bên muốn phá hủy nó.

## Nội dung
Taran, chàng phụ chăn lợn sống ở vùng Cear Dallben cùng vị pháp sư già Dallben luôn mơ ước được trở thành anh hùng. Khi Hen Wen, một cô lợn có tài tiên tri được Dallben nuôi bị bắt cóc bởi Vua Sừng, cậu phải gạt bỏ những mơ mộng của mình sang một bên và bắt đầu cuộc hành trình tìm kiếm Hen Wen. Vua Sừng mong rằng bằng năng lực tiên tri, Hen Wen sẽ giúp hắn tìm ra được chiếc vạc dầu đen để tạo ra đội quân bất tử và vô địch (Được biết đến dưới tên "Lính Vạc Dầu") nhằm thống trị thế giới. Với sự giúp đỡ của công chúa Eilonwy, chàng ca sĩ hát rong Flewddur Fflam và một con vật hay phá phách nhưng tuyệt đối trung thành tên Gurgi, Taran lên đường tìm Vua Sừng, chống lại hắn và cứu toàn xứ Prydain. Cùng những người bạn mới lấy được thanh gươm thần, phải đối mặt với phù thủy, yêu lùn và với chính chiếc vạc, Taran đã biết được trở thành người anh hùng có ý nghĩa gì và đó là điều gì đó lớn lao hơn cả vinh quang.

## Lồng tiếng
- Grant Bradley - Taran
- Susan Sheridan - Eilonwy
- Freddie Jones - Dallben
- Nigel Hawthorne - Flewddur Fflam
- John Byner - Gurgi/Doli
- John Hurt - Vua Sừng

## Chuyện hậu trường
Vạc dầu đen là bộ phim đầu tiên được áp dụng công nghệ APT của hãng Disney, thay thế cho công nghệ Xerography cũ. Bộ phim này không được thành công cho lắm, tốn khoảng 25 triệu USD cho sản xuất nhưng thu về chỉ được hơn 21 triệu USD.
Vạc dầu đen cũng là bộ phim đầu tiên bị đặt rate PG do những cảnh bạo lực và đen tối trong phim. Những cảnh này sau đó đã được bỏ đi và chỉnh sửa lại trước khi công chiếu vào năm 1985. Vào tháng 9 năm 2009, bản "special edition" của phim được sản xuất với rất nhiều cảnh đã bị cắt trước đó. Trên kênh Toon Disney và Disney Channel cũng chiếu với nhiều cảnh cũ bị cắt bỏ trong phim.